# OR10K1
OR10K1‏ (Olfactory receptor family 10 subfamily K member 1) هوَ بروتين يُشَفر بواسطة جين OR10K1 في الإنسان.